# Wankelmut
Wankelmut, pseudonimo di Jacob Dilßner (Berlino Est, 17 luglio 1987), è un disc jockey tedesco.
Ha raggiunto la notorietà internazionale nel 2012 grazie al singolo One Day/Reckoning Song, che ha raggiunto la vetta delle classifiche di diversi paesi europei.

## Biografia
Ha raggiunto la notorietà internazionale nel 2012, quando il suo remix del brano One Day di Asaf Avidan, inizialmente pubblicato sul suo account personale Soundcloud, ha raggiunto la vetta delle classifiche dei singoli di Svizzera, Germania, Austria, Paesi Bassi, Belgio e Italia. Nel novembre dello stesso anno ha pubblicato il suo primo album di remix, Wankelmoods Vol. 1, pubblicato dall'etichetta discografica Poesie Musik.
Nei primi mesi del 2013 è stato pubblicato come singolo un nuovo remix di un brano da lui realizzato, My Head Is a Jungle, basato sul singolo Jungle di Emma Louise. che ha ottenuto un buon successo commerciale in tutta Europa.
L'anno successivo, nel 2014, è uscito il singolo Wasted So Much Time, con la parte vocale curata da John Lamonica, che ha anticipato il secondo album di remix Wankelmoods Vol. 2. Nel gennaio dello stesso anno ha pubblicato anche il suo primo EP, Wood & Wine, che è stato seguito nel 2016 da Sirens.

## Discografia

### EP
- 2014 – Wood & Wine
- 2016 – Sirens

### Album remix
- 2012 – Wankelmoods Vol. 1
- 2014 – Wankelmoods Vol. 1

### Singoli
- 2012 – One Day/Reckoning Song (Wankelmut RMX) (feat. Asaf Avidan)
- 2013 – My Head Is a Jungle (feat. Emma Louise)
- 2014 – Wasted So Much Time (feat. John Lamonica)
- 2017 – I Keep Calling (feat. Björn Dixgård)